# Samostan sv. Marije Ratačke
Samostan sv. Marije Ratačke (talijanski i latinski: Santa Maria de Rotezo) nekadašnja je rimokatolička benediktinska opatija. Ostatci samostana se nalaze na morskom rtu između Bara i Sutomora, a ime Ratac je od mali rt (kopnena izbočina u moru), rat, ratac. Opatija nastaje i razvija se od 9. do 16. stoljeća, a jedno vrijeme je bila pod zaštitom srpskih kraljeva. Danas se nalazi u ruševinama, ali ga i pored toga posjećuju vjernici iz okolice koji u njima pale svijeće, dok se oko dijela vlasništva spore rimokatolička i Srpska pravoslavna crkva, jer je pravoslavcima jedno vrijeme bila ustupljena jedna kapela. Danas ruševine samostana pripadaju Kotorskoj biskupiji, a ne Barskoj nadbiskupiji. Granica ove dvije biskupije je rijeka Željeznica u Baru, gdje su ranije graničile Austro-Ugarska i Osmansko Carstvo, a kasnije, kratko, Austro-Ugarska i Kneževina Crna Gora.

## Povijest
Ratac se prvi put spominje 1247. godine, ali je sigurno da je i ranije postojao. Ovdje je, pretpostavlja se, u drugoj polovici 12. stoljeća nastao i Ljetopis popa Dukljanina, najznačajnije književno-povijesno djelo srednjeg vijeka na ovim prostorima. Početkom 14. stoljeća kralj Milutin (1282. – 1321.) potvrđuje poveljom darove svoje majke, kraljice Jelene samostanu. Tokom 14. stoljeća samostan se češće spominje u Dubrovačkom arhivu. U ovo vrijeme na Ratcu se najviše gradilo, da bi se 1468. godine našao na udaru Mlečana koji su ga bombardirali s brodova. Izgleda da je samostan napušten poslije jedne turske pljačke 1532. godine, a razoren je 1571. godine. U vrijeme Drugog svjetskog rata, Talijani su dio samostana pretvorili u svoj bunker, što je dovelo do dodatnog rušenja kompleksa. Jedan od opata ratačkog samostana bio je i Đorđe Pelinović (sredinom 15. stoljeća) koji je bio u službi i Mletaka i Skenderbega. Radio je sve što je mogao da Bar ne padne pod Turke, a 1500. godine pri turskoj opsadi, okolni narod se skalanja u ratačku tvrđavu.
Nadbiskup barski i primas Srbije Andrija Zmajević je o ostatcima samostana Sv. Marije Ratačke 1671. godine, zapisao: ...jedna druga (crkva), srušena, na jednom rtu blizu mora, zvana je sv. Marija Ratačka, sa samostanom, takođe razvaljenim, koji je pripadao ocima benediktincima, vrlo prostranih posjeda, koje sada drže Turci. U kapelama navedene crkve koje su opstale celebrira se više puta godišnje, naročito na dan Navještanja i Tijelova, a u molitvama učestvuje cijeli okolni kraj. Vicko Zmajević, nadbiskup barski i Primas Srbije je zapisao da je samostan izgrađen 1473. godine, uništen od zemljotresa i zbog nepažnje katoličkih svećenika kapela je uzurpirana od pravoslavnih, ali je trudom biskupskog vizitatora vraćena katolicima. Tu se uz učešće čitave biskupije proslavljao dan Tijela i krvi Kristove s dugom procesijom. U vrijeme svog najvišeg razvojnog stupnja kojeg je u 15. stoljeću Opatija postigla, stekla je toliku financijsku moć da je mogla pozajmljivati i pozamašne novčane svote vladarima za njihove potrebe, o čemu govore ugovori o pozajmicama, Balši III. 1505 perpera, Jeleni Balšić 250 dukata, dug zetskoj vladarici koji je do polovice bio oprošten. 
U 18. stoljeću, drevna Ratačka opatija dobiva bikonfesionalno obilježje. Iako je i tada bila u ruševnom stanju, lokalno stanovništvo je doživljava kao hodočasničko mjesti. U procesiji na Tijlovo sudjelovali su i katolici i pravoslavci. Pisanja barskih nadbiskupa potvrđuje putopis ruskog časnika Jegora Kovaljevskog, koji je obilazeći ove krajeve 1838. godine zapisao: Dvije veoma stare crkve, koje su se sačuvale iz vremena srpske vlastele, na razvalinama Ratca, privlače k sebi stanovnike cijele Dalmacije, Crne Gore i Albanije, bez obzira na vjeroispovjest pravoslavnih i katolika. Posebno se mnogo naroda skupi na dan praznovanja svetitelja u čije ime su izgrađene, u kolovozu i rujnu. Izgled tih crkava i razvalina na vrhu brda vrlo je živopisan. Tek je od sredine 19. stoljeća određen zaseban sakralni prostor za vjernike jedne, odnosno druge crkve unutar samostanskog kompleksa. Dakle, u kripti bazilike Sv. Marije držana je katolička misa na Tijelovo i Veliku Gospu, dok je u kapeli Sv. Hodočasnika na dan Svetog cara Konstantina i carice Jelene služena pravoslavna liturgija.
I danas katolici organizirano posjećuju ovo mjesto na blagdane Tijelova i Velike Gospe, a pravoslavci na dan svetih, cara Konstantina i carice Helene. Katolički Šušanjani i Spičani su imali prijepor oko prvenstva na Ratac. Kako su Šušanjani bili brojniji, Spičani su na procesiju dolazili s pravoslavnima, i tako, kao brojniji su imali prednost, a zauzvrat su pravoslavnima ustupili jednu kapelu. Nakon jedne propovjedi koju je izgovorio nadbiksup Karlo Pooten, pravoslavni su bili uvrijeđeni, te su godinama samo pratili Spičane katolike na Ratac, a čekali su ih kod jedne masline, pa bi se kući vraćali zajedno. Metropolita raško-prizrenski i skenderijski Melentije je odredio pravoslavnima da tu bogosluže na dan svetog cara Konstantina i carice Jelene i pravoslavni poštuju tu tradiciju. Tako je Amfilohije Radović ovdje služio liturgiju 4. lipnja 2014. godine, na dan kada Srpska pravoslavna crkva proslavlja cara Konstantina i njegovu majku caricu Helenu. Isti metropolit Melentije je naredio 1865. godine da se pravoslavni Spičani ne miješanu s katolicma, kao pri ranijim zajedničkim bogosluženjima u samostanu Ratac. Običaj je bio da su prvo služila liturgija pa misa. Prethodno je nadbiskup i Karlo Pooten uvredio pravoslavne na jednoj misi, rekavši da tko nije katolik nema božju milost, tako da su zajednička bogosluženja prestala 1860. godine. Crkveni poglavari su narušili narodno jedinstvo. Melentije je bio Grk, a Karlo Pooten Nijemac.

## Unutrašnjost kompleksa
Unutrašnjost se sastoji od crkava i građevina drugih namjena. Najstarija građevina na Ratcu je crkva C podignuta najvjerojatnije početkom 9. stoljeća. Kapela A je romanička građevina nastala u drugoj polovici 12. ili prvoj polovici 13. stoljeća i na njoj se ističe dobra zidarska tehnika. Nedovršena bazilika B, čije zidanje je započelo sredinom 14. stoljeća, trebala je biti najveća crkvena građevina u kompleksu pa i bližoj okolici, uključujući srednjovjekovni Bar. Građena je u romansko-gotskom stilu, u južnom dijelu samostana i najprije je bila posvećena svetom Mihaelu arkanđelu, a zatim svetoj Mariji (Bogorodici). Titul Opatije se mijenja u 13. stoljeću dolaskom ikone sv. Marije u Ratac, čije je štovanje naglo raslo da bi vrlo skoro bila široko poznata. Na očuvanom latinskom natpisu piše da je crkva osnovana 1347. godine, u vrijeme opata Pavla Ruđera. Moguće je da su graditelji Visokih Dečana neposredno učestvovali u podizanju ove ratačke crkve, zbog visoke klesarske tehnike, dvobojne obrade fasada (u bijelom i crvenom kamenu), kao i načinu konstruiranja zidova i pilastera. Klaustar je podignut uz crkvu, u 12. ili 13. stoljeću, s kulom G, koja je u obrani opatije imala značajnu ulogu, a samostan je gotovo uništen u Drugom svjetskom ratu. Posljednji udarac ovom nekad monumentalnom monaško-sakralnom zdanju, krajem pedesetih godina 20. stoljeća, zadaje bivša JNA rušenjem obrambene kule. Građevine za obranu su bile: manja kula I, dio zida K, obrambena terasa L, zid M... Smatra se da je većina ostataka obrambenih zidova mlađa od kompleksa D, iako se misli da je kompleks morao biti utvrđen i ranije (zidovi su se vjerojatno obrušili u more). Žive vode je bilo nedaleko od samostana idući prem Baru, a svakako je postojala i cisterna vjerojatno u klaustru, no nije nađena.

## Galerija
- Ostaci najveće i najmlađe od tri crkve, oltarski dio
- Ostatak jednog od zidova
- Današnji glavni prilaz nekadašnjoj opatiji
- Sjeverni zid velike crkve koja je oltarom okrenuta ka istoku
- Prilaz ka unutrašnjosti crkve
- Stepenice ispred današnjeg ulaza u crkvu
- Unutrašnjost crkve
- Ostatci dva grobna mjesta uz sjeverni zid nekadašnje manje crkve
- Ostatci dva groba
- Pogled na dva grobna mjesta i unutrašnjost velike crkve
- Pogled na more s ratačkih zidina
- Pogled na more s ratačkih zidina
- Pogled na more s ratačkih zidina
- Drveće i more pored ruševina samostana
- Ostatci sjevernog zida velike crkve
- Ostatci sjevernog zida velike crkve. Vidljiva su dva sloja, stariji, prefinjeniji i noviji, grublji stil gradnje
- Prozor na južnom zidu crkve
- Zimzeleno drveće i more pored ruševina samostana
- Vanjski oltarski dio crkve. Sa sjeverne i južne strane oltara su dvije polukružne apside s prozorskim otvorima
- Polukružna apsida južno od oltara
- Oltarski dio crkve izvana. Oltar je četvrtastog, a ne polukružnog oblika, kao dvije susjedne apside
- Zid oltara, izgrađen od dvobojnog, bijelog i crvenkastog kamena, kao i manastir Visoki Dečani
- Istočni oltarski prozor. Danas bez stakla, samo prozorski otvori
- Sjeverna apsida, pored oltara
- Sjeverna polukružna apsida
- Pozorski otvor sjeverne polukružne apside
- Zid i kasniji prozorski otvori koji su grublje, skromnije gradnje
- Pored samostana je borova šuma
- Unutrašnjost nekadašnje crkve. Pogled na unutrašnjost sjeverne apside i centralni oltarski dio
- Unutrašnjost sjevernog zida
- Unutar zidova crkve, ka oltaru je dio prostora danas stepeničastog oblika
- Oltar je danas jedini ograđeni dio crkve, željeznom rešetkastom konstrukcijom
- Grozd ispred oltara
- Spomen ploča u oltaru
- Oltar
- Križ i ikone u oltaru
- Pogled na oltar i unutrašnjost sjeverne (lijevo) i južne (desno) apside
- Unutrašnjost crkve s pogledom sjeverni zid i današnji glavni ulaz
- Zapadni dio crkve koji je uzdignut u odnosu na oltar
- Glavni ulaz
- Raslinje kod ostataka samostana
- Pogled na more kod ruševina samostana

## Vanjske poveznice
- Savo Marković: Benediktinska opatija sv. Marije Ratačke kod Bara, Acta diplomatica et iuridica/CCP 53 (2004), str. 181–251